# Салтьо
Салтьо (на английски: Saulteaux) е основно подразделение на северноамериканския индиански народ оджибуей. Групите салтьо, които живеели по източния бряг на езерото Уинипег и реките вливащи се в него пристигат тук от езерно-горската област на изток някъде в средата на 18 век. Салтьо са повече свързани културно с южните оджибуей или чипеуа, отколкото със северните оджибуей. На север територията им достига до Поплар Ривър, на юг и югоизток до границата на САЩ и Лак Сьол Лейк и на запад до Ред Ривър.

## История
Салтьо се отделят от оджибуейте на изток и мигрират на запад и се установяват в областта около източния бряг на Горното езеро. Премествайки се постепенно на юг те избутват сиуксите и фоксите от земите им някъде около 1750 г., а на запад изместват крийте от областта около езерото Уинипег. Преди пристигането на оджибуейте езерото Уинипег и неговия басейн е зает от крийте. През 19 век много крий се преместват на юг от север, заради търговията. Постепенно тези крий се смесват чрез бракове със салтьо и по-късно вече е невъзможно със сигурност да се определи дали дадена група е крий или салтьо. Така до времето на договорите (1875 г.) са се формирали нови смесени групи. Други по-малки групи се обединяват, а трети се преместват на друго място. Така към 1978 г. 18 869 салтьо живеят в няколко резервата и отделни селища:
В Манитоба – Литъл Блек Ривър, О’Хенли, Блъдвайн, Хол Ривър (Уанипиго), Брокънхед, Бълнс Ривър, Пишъс, Литъл Гранд Рапидс (Поингаси), Джакхед, Феърфорд, Лейк Сейнт Мартин и Поплар Ривър.
В Онтарио – Пикангикум, Айслингтън, Грейзи Нароуз, Шол Лейк №39, Шол Лейк №40, Нортуест Ейнджъл №33, Нортуест Ейнджър №37, Дейлс, Рат Портидж, Уайтфиш Бей, Ийгъл Лейк, Уабигун, Уабосканг, Лак Сьол, Биг Айланд, Биг Грейзи и Сабасконг.

## Култура
Миграцията довела до смяна на местообитанието, смесването с крий, смесването по-късно с евро-канадците и от там до промяна на културата им, адаптирайки се към живота в езерно-речната област около езерото Уинипег.
Били предимно ловци и риболовци. От растителните храни събирали предимно див ориз. Изработвали канута от брезова кора, снегоходки, кошници и различни други неща необходими им в живота. Били организирани в неуседнали тотемни кланове. Принадлежността към клана се наследявала по мъжка линия. Тотемните групи били екзогамни.
За салтьо Мидеуиуин е основна религиозна институция в традиционната им култура. Манито е иманация на върховната сила. Тази сила понякога е негативна или позитивна. Кичи Манито от друга страна е една върховна благотворна сила. По-късно мисионерите свързват Кичи Манито с християнския бог.
Религиозните им вярвания били свързани с Търсенето на видение и духовете пазители. В пубертета момчетата се изолирали на отдалечено място обикновено за 4 дни и нощи като постели и медитирали. Ако имали късмет по време на ритуала им се явявал някой дух на птица или животно, който приемал да стане техен закрилник за цял живот. Ритуалът бил ръководен от някой шаман, който след това разгадавал значението на видението. Търсенето на видение не се практикувало от момичетата като цяло, но имало случаи, когато жени са се сдобивали по този начин с духове помощници. Тези жени изпълнявали ролята на второстепенни шамани.
Митологията им е свързана с костенурката, Гърма и жабата. Важни митологични герои са Уиндиго (Уи’нтико) – едно човекоподобно чудовище, което ловувало в зимните гори. Уиндиго е основна митологична фигура за всички оджибуей. Друга основна фигура в митологията е Нанабуш (Нанабожо). Той е комичен герой около който се разказват различни истории.